# Oleg Salenko
Oleg Anatoljevitsj Salenko (Russisch: Олег Анатольевич Саленко) (Leningrad, 25 oktober 1969) is een Oekraïens en Russisch oud-voetballer. Hij scoorde vijf keer tijdens een wedstrijd op het Wereldkampioenschap voetbal 1994 tegen Kameroen en bezit daarmee het record. In totaal scoorde hij tijdens dat toernooi zes keer en deelde daarmee de Gouden Schoen met Christo Stoitsjkov.

## Interlandcarrière
Salenko speelde negen internationale wedstrijden, waarvan ook een voor Oekraïne. Hij werd in 1989 met vijf treffers topscorer van het WK voetbal U20 in Saoedi-Arabië, waar de Sovjet-Unie in de kwartfinales sneuvelde tegen Nigeria.
| Interlands van Oleg Salenko | Interlands van Oleg Salenko | Interlands van Oleg Salenko | Interlands van Oleg Salenko | Interlands van Oleg Salenko | Interlands van Oleg Salenko |
| №                           | Datum                       | Wedstrijd                   | Uitslag                     | Competitie                  | Goals                       |
| Als speler van Dinamo Kiev  | Als speler van Dinamo Kiev  | Als speler van Dinamo Kiev  | Als speler van Dinamo Kiev  | Als speler van Dinamo Kiev  | Als speler van Dinamo Kiev  |
| --------------------------- | --------------------------- | --------------------------- | --------------------------- | --------------------------- | --------------------------- |
| 1                           | 29 april 1992               | Oekraïne – Hongarije        | 1 – 3                       | Vriendschappelijk           | 0                           |
| Als speler van CD Logroñés  |                             |                             |                             |                             |                             |
| 2                           | 17 november 1993            | Griekenland – Rusland       | 1 – 0                       | WK-kwalificatie             | 0                           |
| 3                           | 29 januari 1994             | Verenigde Staten – Rusland  | 1 – 1                       | Vriendschappelijk           | 0                           |
| 4                           | 2 februari 1994             | Mexico – Rusland            | 1 – 4                       | Vriendschappelijk           | 0                           |
| 5                           | 23 maart 1994               | Ierland – Rusland           | 0 – 0                       | Vriendschappelijk           | 0                           |
| 6                           | 29 mei 1994                 | Rusland – Slowakije         | 2 – 1                       | Vriendschappelijk           | 0                           |
| 7                           | 20 juni 1994                | Brazilië – Rusland          | 2 – 0                       | WK-eindronde                | 0                           |
| 8                           | 24 juni 1994                | Rusland – Zweden            | 1 – 3                       | WK-eindronde                | 1                           |
| 9                           | 28 juni 1994                | Kameroen – Rusland          | 1 – 6                       | WK-eindronde                | 5                           |

## Loopbaan

### Clubs
| Seizoen | Club            | Land                 | Wed. | Dpt. |
| ------- | --------------- | -------------------- | ---- | ---- |
| 1985    | Zenit Leningrad | Vlag van Sovjet-Unie | 0    | 0    |
| 1986    | Zenit Leningrad | Vlag van Sovjet-Unie | 11   | 3    |
| 1987    | Zenit Leningrad | Vlag van Sovjet-Unie | 10   | 0    |
| 1988    | Zenit Leningrad | Vlag van Sovjet-Unie | 26   | 7    |
| 1989    | Dynamo Kiev     | Vlag van Sovjet-Unie | 26   | 3    |
| 1990    | Dynamo Kiev     | Vlag van Sovjet-Unie | 21   | 4    |
| 1991    | Dynamo Kiev     | Vlag van Sovjet-Unie | 28   | 14   |
| 1992    | Dynamo Kiev     | Vlag van Oekraïne    | 16   | 7    |
| 1992/93 | CD Logroñés     | Vlag van Spanje      | 16   | 7    |
| 1993/94 | CD Logroñés     | Vlag van Spanje      | 31   | 16   |
| 1994/95 | Valencia CF     | Vlag van Spanje      | 25   | 7    |
| 1995/96 | Glasgow Rangers | Vlag van Schotland   | 14   | 7    |
|         | Istanbulspor    | Vlag van Turkije     | 15   | 11   |
| 1996/97 | Istanbulspor    | Vlag van Turkije     | 1    | 0    |
| 1997/98 | Istanbulspor    | Vlag van Turkije     | 2    | 0    |
| 1999/00 | Córdoba CF      | Vlag van Spanje      | 3    | 0    |
| 2000/01 | Pogoń Szczecin  | Vlag van Polen       | 1    | 0    |

### Erelijst
- Europees kampioenschap onder 18 jaar met de Sovjet-Unie in 1988
- Landskampioenschap van de Sovjet-Unie met Dynamo Kiev in 1990
- Beker van de Sovjet-Unie met Dynamo Kiev in 1990
- Gouden schoen WK 1994 met Rusland
- Landskampioenschap van Schotland met Glasgow Rangers in 1995/96
- Nationale beker van Schotland met Glasgow Rangers in 1995/96